# Beata Kowalska (inżynier)
Beata Elżbieta Kowalska – polska inżynier, profesor nauk inżynieryjno-technicznych.

## Życiorys
W 1984 ukończyła studia Inżynierii środowiska w Politechnice Lubelskiej, w 1995 obroniła pracę doktorską pt. Badania wybranych właściwości cieplnych wytłaczanego polietylenu małej gęstości, której promotorem był prof. Robert Sikora, w 2007 habilitowała się na podstawie pracy zatytułowanej Przetwórcze aspekty termodynamicznych właściwości polimerów termoplastycznych. W 2020 uzyskała tytuł profesora nauk inżynieryjno-technicznych.
Pracuje na Politechnice Lubelskiej, oraz należy do Rady Dyscyplin Naukowej - Inżynierii Środowiska, Górnictwa i Energetyki Politechniki Lubelskiej.